# Hari Om Sharan
Hari Om Sharan (hindi: हरिओम शरण) (Pakistán, 26 de septiembre de 1932 - 17 de diciembre de 2007) fue un cantante y autor indio de Bhajans. Era un cantante popular en los 70s y 80s con sus álbumes Premanjali Pushpanjai y Data Ek Ram, and bhajans como 'Tera Ram ji Karenge Bedaa Paar', 'Maili Chadar Odhke Kaise', 'Aarti Kunj Bihari ki', 'Aisa Pyar Bahaa De Maiyya', 'Shree Radhey Govinda'. Durante su carrera que abarcó más de 35 años publicó más de 20 álbumes. El estilo de las canciones de Sharan es directo, cantadas sin mucha exageración y sin complicados ornamentos. Interpretó cerca de 2500 bhajans.

## Bhajans selectos
| Bhajan                       | Álbum           | Año  |
| ---------------------------- | --------------- | ---- |
| Aisa pyar baha de maiyya     | -               |      |
| Govind jai jai Gopal jai jai | -               |      |
| Hanuman Chalisa              | Hanuman Chalisa |      |
| Maili Chadar Odhake          | -               |      |
| Aarti Kunj Bihari ki         | -               |      |
| Pawansut vinati barambar     | -               |      |
| Prabhu hum pe kripa karna    | -               |      |
| Rakh laaj meri Ganpati       | -               |      |
| Shyam Kaho Sai Kaho          | -               |      |
| Bhaj govinda jai gopala      | Sumiran         | 1980 |
| Durgati harini Durga         | Sumiran         | 1980 |
| Jai bhola bhandari shivhar   | Sumiran         | 1980 |
| Ram rahim ram                | Sumiran         | 1980 |
| Tere naam ka sumiran karke   | Sumiran         | 1980 |
| Vinay meri sun lijiye        | -               |      |
| Na ye tera na ye mera        | -               |      |
| Sweekaro Mere Parnaam        | Premanjali      |      |
| Sai Teri Yaad Maha           | Premanjali      |      |
| Prabhu Ham Pre Kripa Karna   | Premanjali      |      |
| Ram Sumier Ke Rahem          | Premanjali      |      |

## Discografía
- Daata Ek Raam
- Bhakti Vandan
- Sri Hanuman Chalisa
- Premanjali
- Pushpanjali
- Aarti Archan
- Bhajan Uphaar
- Kabir Vani
- Chalo Man Vrindavan Ki Oor
- Bhajan Deepanjali
- Kahat Kabhir Suno Bhai Sadho
- Govind Ke Gun Ga Ley (1984)
- Sai Kripa (1984)
- Sri Krishna Charit Maanas (Musical Drama - 1979)
- Gunn Gaan (1994)
- Shiv Mahima (1994)
- Ram Bhakt Hanuman (1996)
- Sampoorna Sundara Kaand (1994)